# Iakob Țurtaveli
Iakob Țurtaveli (sau Curt'aveli) (în georgiană: იაკობ ცურტაველი) a fost un hagiograf gruzin, care a trăit în a doua jumătate a secolului al V-lea.

## Opera
Este autorul celei mai vechi scrieri păstrate din literatura gruzină, C'amebaj c'midisa Šušanik'isi dedoplisaj ("Martiriul sfintei Šušanik'i").
Aici este evocată confruntarea dintre creștinism și zoroastrism, dar și lupta pentru independența Georgiei.